# Pterolophia multifasciculata
Pterolophia multifasciculata là một loài bọ cánh cứng trong họ Cerambycidae.